# Włodzimierz (Łask)
Pour les articles homonymes, voir Włodzimierz.
Włodzimierz (prononciation [vwɔˈd͡ʑimjɛʂ]) est un village de la gmina de Wodzierady, du powiat de Łask, dans la voïvodie de Łódź, situé dans le centre de la Pologne.
Il se situe à environ 3 kilomètres au sud-est de Wodzierady (siège de la gmina), 14 kilomètres au nord de Łask (siège du powiat) et 22 kilomètres au sud-ouest de Łódź (capitale de la voïvodie).
Sa population s'élevait à 171 habitants en 2009.

## Administration
De 1975 à 1998, le village était attaché administrativement à l'ancienne voïvodie de Sieradz.

Depuis 1999, il fait partie de la nouvelle voïvodie de Łódź.